# Tamas Ungvary
Tamas Ungvary (* 12. November 1936 in Kalocsa; † 11. März 2024 in Solna, Schweden) war ein ungarisch-schwedischer Dirigent, Komponist und Musikpädagoge.

## Leben und Karriere
Ungvary studierte Klavier, Geige und Cello und war von 1957 bis 1967 Mitglied der Ungarischen Staatsphilharmonie. Eine Ausbildung als Dirigent absolvierte er bei Dean Dixon und Albert Simon und von 1964 bis 1969 bei Gerhard Wimberger am Mozarteum in Salzburg. Er dirigierte das Ungarische Jugendorchester und ging 1969 nach Schweden, wo er seine Tätigkeit als Dirigent fortsetzte.
Er spezialisierte sich seit Anfang der 1970er Jahre auf elektroakustische und Computermusik und war zwischen 1972 und 1995 als Composer in Residence, Studioassistent, Lektor, Softwaremanager und künstlerischer Leiter bei der Stiftelsen – Acoustic Music in Sweden (EMS) aktiv. 1985 gründete er zusammen mit dem Choreografen Peter Rajka die Kineto Auditory Communication Research (KACOR) an der Tanzhochschule Stockholm. Ab 1989 unterrichtete er an der Königlichen Technischen Hochschule (KTH) in Stockholm. Von 1991 bis 2001 leitete er den Kurs Computermusik und Neue Medien an der Universität für Musik und darstellende Kunst Wien.
Als Komponist war Ungvary geprägt von György Ligeti, Iannis Xenakis und Jan W. Morthenson. Mit seinen Werken hatte er mehrfach Erfolge bei den ISCM World Music Days. Beim NEWCOMP-Wettbewerbs für Computermusik in Boston 1987 erhielt er den Ersten Preis, weitere Preise gewann er in Bourges (Frankreich) und auf der Ars Electronica 1994 in Linz. Ab 1989 war er das erste europäische Vorstandsmitglied der International Computer Music Association (ICMA).

## Werke
- Seul,  1972
- Basic Barrier, 1973
- Traum des Einsamen, 1974
- Interaction No.2 für Orgel und Tonband, 1979
- L'aube des flammes, 1984
- Gipsy children's giant dance with Ili Fourier,  1986
- GRATTIS med Epilog, 1994
- Hågkomster (Recollection  No 1), 1992–96